# Alīgūdarz (kommunhuvudort i Iran)
Alīgūdarz (persiska: اليگودرز) är en kommunhuvudort i Iran.   Den ligger i provinsen Lorestan, i den centrala delen av landet, 300 km sydväst om huvudstaden Teheran. Alīgūdarz ligger 1 985 meter över havet och antalet invånare är 91 041.
Terrängen runt Alīgūdarz är kuperad norrut, men söderut är den platt.Runt Alīgūdarz är det ganska glesbefolkat, med 29 invånare per kvadratkilometer. Alīgūdarz är det största samhället i trakten. Trakten runt Alīgūdarz består i huvudsak av gräsmarker.